# Simulium asishi
Simulium asishi es una especie de insecto del género Simulium, familia Simuliidae, orden Diptera.
Fue descrita científicamente por Datta, 1988.